# Escut de les Avellanes i Santa Linya

Escut oficial de les Avellanes i Santa Linya

L'escut oficial de les Avellanes i Santa Linya té el següent blasonament:
Escut caironat truncat: 1r. d'argent, una avellaner de sinople; 2n. de sinople, una creu llatina bordonada d'argent. Per timbre una corona mural de poble.

## Història
Va ser aprovat el 18 de novembre de 1999 i publicat dins el DOGC número 3042 el 24 de desembre del mateix any.
L'avellaner és un senyal parlant al·lusiu al poble de les Avellanes, cap del municipi. El 1970 s'hi va afegir Santa Linya, simbolitzat per la creu de la segona partició.